# Andronik Dukas
Andronik Dukas (gr. Λέων Διογένης, ur. ok. 1057, zm. po 1081) – bizantyński współcesarz w latach 1068-1078.

## Życiorys
Był synem Konstantyna i Eudoksji Makrembolitissy. W 1068 wyniesiony do godności współcesarza przez Romana Diogenesa. Sprawował tę funkcję również za panowania Michała VII Dukasa.